# Campagna dei Senussi
La campagna dei Senussi fu l'insieme di operazioni militari svoltesi nel Nord Africa, che videro coinvolti in momenti alterni la Repubblica Francese, il Regno d'Italia e l'Impero britannico opposti ai Senussi, un ordine religioso di nomadi arabi presenti in Libia e in Egitto. 

## Campagna contro la Francia
Nel 1910, i Senussi controllavano il deserto del Sudan e il Bornu (fino al termine della Battaglia di Aìn galàkka, dopo la quale si ritirarono), la Cirenaica e tutto il resto della Libia, inclusi i monti Tibesti. Le truppe francesi conquistarono Ennedi il 21 ottobre 1911, mentre i Senussi riconquistarono Aìn Galàkka nello stesso anno. Successivamente, i francesi avanzarono verso nord fermandosi ai monti Tibesti. Quando la Libia italiana divenne più debole, i Senussi iniziarono ad avanzare anche in Algeria nella zona dei monti Tassili n'Ajjer fino a raggiungere il nord-est del Niger (Djado Plateau). La guerra tra i Senussi e i Francesi è legata alla guerra del Uadai.

## Campagna contro l'Italia
Gli italiani riuscirono ad avanzare nel Fezzan fino a Seba e Murzuck, dove si fermarono, per poi conquistare la maggior parte della costa cirenaica (da Agedabeia fino a Tobruch).
Successivamente i Senussi riconquistarono il Fezzan e occuparono Ghat dopo che gli italiani la abbandonarono (1914-1915), per poi giungere fino alla costa, dove gli italiani controllavano diversi possedimenti rilevanti come le città di Bengasi, Derna, Tobruch, Tripoli e Sirte (quest'ultima persa dall'Italia nel 1918 con l'indipendenza della Repubblica di Tripolitania).

## Campagna contro la Gran Bretagna
Per il Regno Unito la situazione fu diversa. Inizialmente Senussi e Inglesi ebbero buone relazioni. Attraverso la loro influenza diplomatica nell'area, gli Ottomani riuscirono a persuadere i Senussi a cambiare posizione, spingendoli a schierarsi contro la Gran Bretagna fino a dichiararle guerra, conquistando 3 oasi nel deserto Egizio (1914) e avanzando verso Marsa Matruh dopo aver occupato Sollum (1915-1916).

## Fine dei combattimenti
La guerra tra Italia e Regno Unito contro i Senussi finì nel 1917, con gli Accordi di Acroma, cui seguì nel 1918 l'Accordo di al-Regima.